# أغرور أموججار
أغرور أموججار هي قمة بارتفاع 690 مترًا بالقرب من ممر أموججار، في هضبة آدرار في وسط موريتانيا. تضم ملاجئها الطبيعية الصغيرة مجموعة غنية من الفن الصخري في حالة تالفة. السياج يحمي بعض الملاجئ والوصول إليها يخضع لرسوم.

## معرض الصور

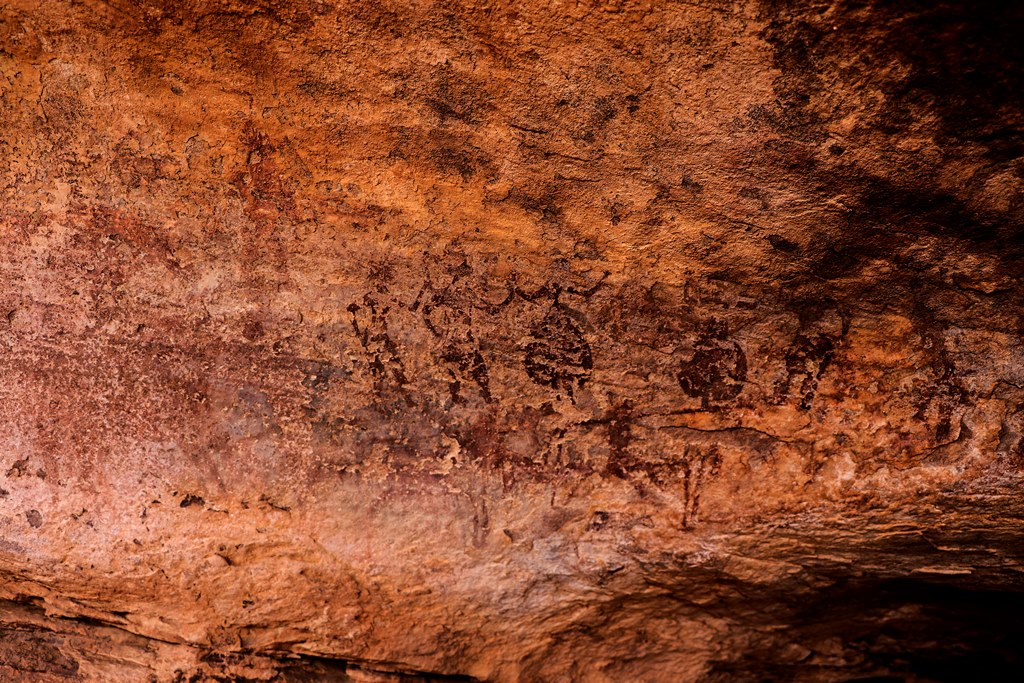
إفريز الراقصين
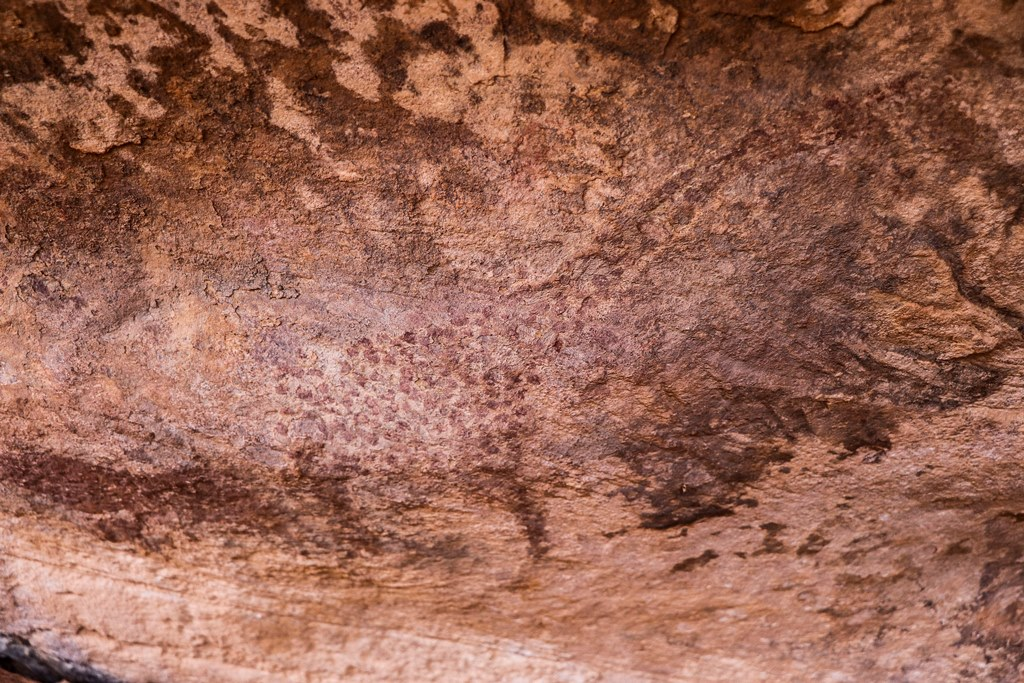
منقور زرافة
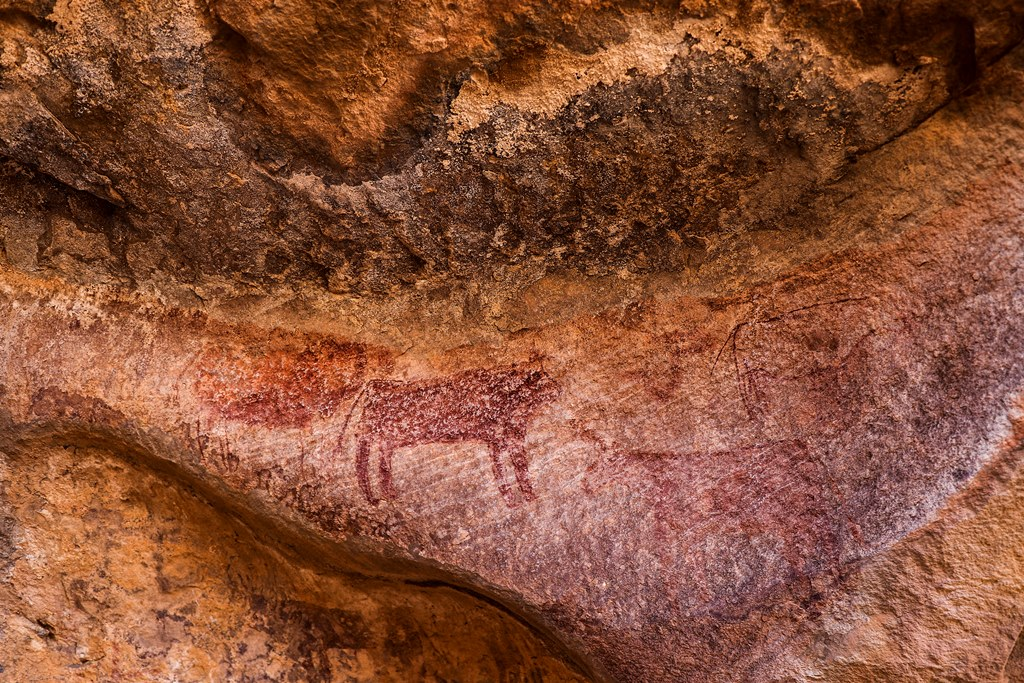
ماشية
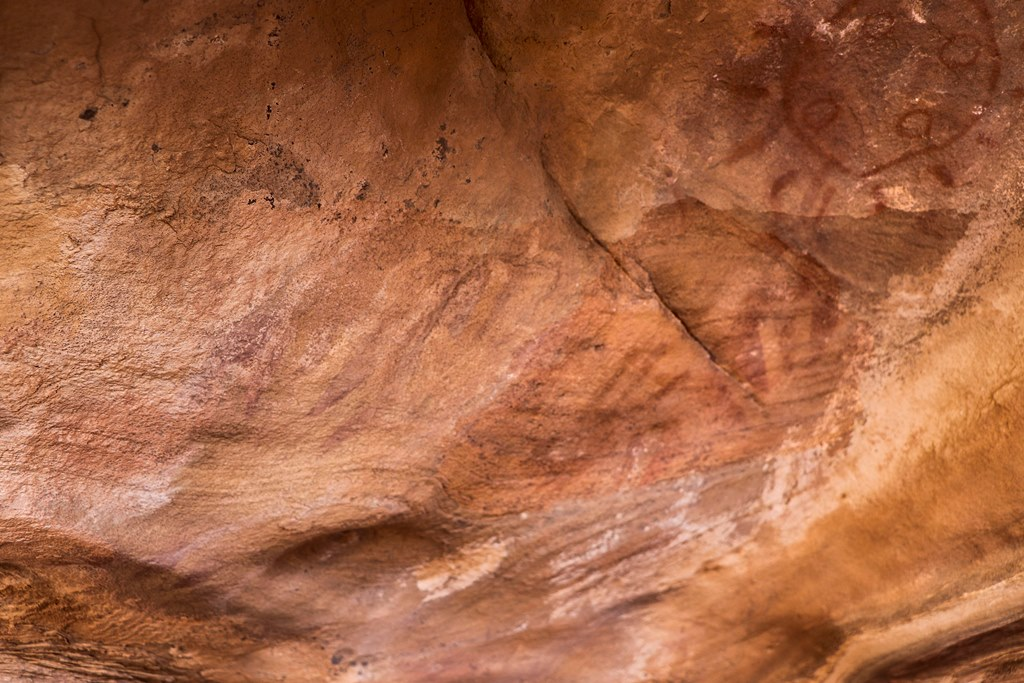
دائرة هندسية باللون الأحمر، بها أشعة، وبصمات أيدي
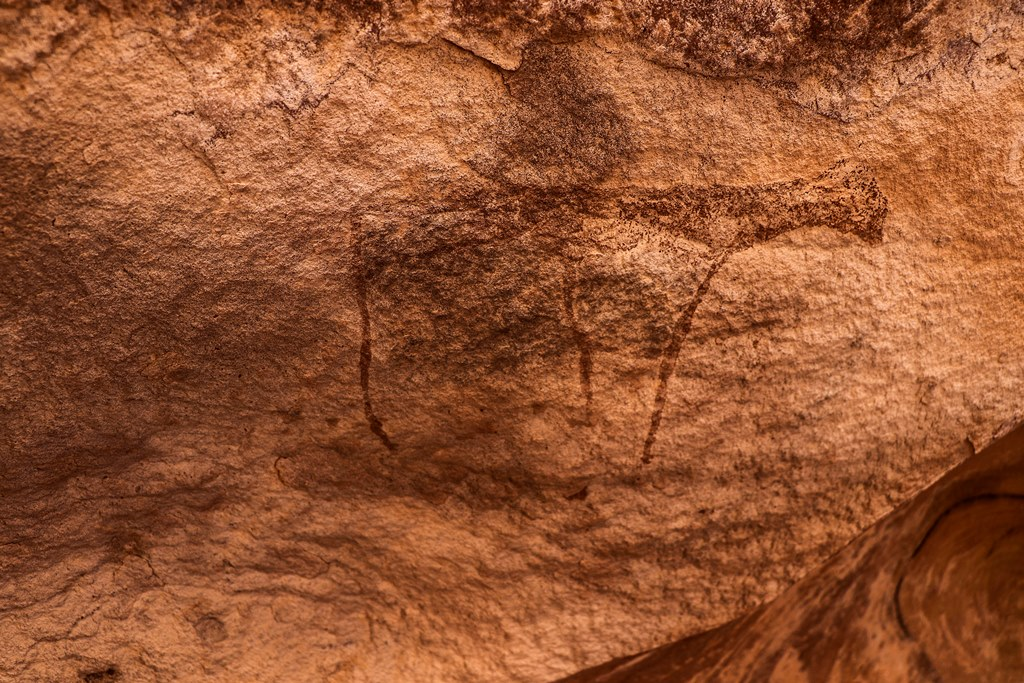
بقري مرسوم بشكل تخطيطي